# NGC 1985
NGC 1985 (còn được gọi là 2MASS J05374779 + 3159200) là một tinh vân phản chiếu nhỏ, sáng nằm trong Ngự Phu. Nó được phát hiện bởi William Herschel vào ngày 13 tháng 12 năm 1790. Nó có cường độ biểu kiến là 12,8 và kích thước của nó là 0,68.